# Algemesí
Algemesí là một đô thị ở comarca Ribera Alta cộng đồng Valencia, Tây Ban Nha. Đô thị này có diện tích 41,48 km², dân số thời điểm năm 2006 là 27.326 người.